# Tibor Mičinec
Tibor Mičinec (* 10. října 1958 Kremnica) je bývalý slovenský fotbalový útočník, reprezentant Československa.
Členem prestižního Klubu ligových kanonýrů se stal po změně pravidel klubu v listopadu 2016.

## Hráčská kariéra
Za československou reprezentaci odehrál v letech 1984–1987 sedm utkání a dal jeden gól (v přátelském zápase s Polskem). V domácí nejvyšší soutěži odehrál 266 utkání a vstřelil 85 gólů (ČSSR, ČSFR: 228 / 80, ČR: 38 / 5). První ligu hrál i na Kypru (50 startů, 19 branek) a ve Španělsku (1 start, žádná branka). Hrál za TJ Bohemians ČKD / TJ Bohemians Praha (1980–1986, 1991–1992), TJ Zbrojovka Brno (1984), DAC Dunajská Streda (1987–1989), kyperskou Omonii Nikosia (1989–1991), španělské CD Logroñés (1991–1992), FK Švarc Benešov (1994–1995) a FK Svit Zlín (1995–1996). S Bohemians získal roku 1983 titul mistra Československa, s Dunajskou Stredou roku 1987 československý pohár. S Bohemians postoupil do semifinále Poháru UEFA. 28× startoval v evropských pohárech a dal zde 11 gólů.